# Wolha Szczarbaczenia-Żylska
Wolha Szczarbaczenia-Żylska (biał. Вольга Шчарбачэня Жыльская; ros. Ольга Щербаченя-Жильская; ur. 27 marca 1985 w Homlu) – białoruska wioślarka.

## Osiągnięcia
- Mistrzostwa Świata – Eton 2006 – ósemka – 11. miejsce[1].
- Mistrzostwa Europy – Poznań 2007 – ósemka – 4. miejsce[1].
- Mistrzostwa Europy – Ateny 2008 – ósemka – 3. miejsce[1].
- Mistrzostwa Europy – Ateny 2008 – dwójka bez sternika – 3. miejsce[1].
- Mistrzostwa Świata – Poznań 2009 – czwórka bez sternika – 6. miejsce[1].
- Mistrzostwa Europy – Brześć 2009 – ósemka – 2. miejsce[1].
- Mistrzostwa Europy – Montemor-o-Velho 2010 – ósemka – 6. miejsce[1].